# Diane Baker
Pour les articles homonymes, voir Baker.
Diane Baker est une actrice et productrice américaine, née le 25 février 1938 à Hollywood, Californie (États-Unis).

## Biographie

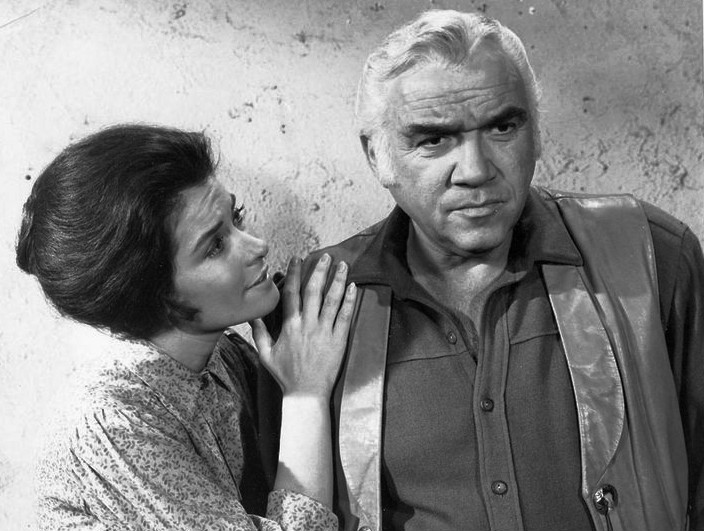
Diane Baker aux côtés de Lorne Greene dans l'épisode A Woman in the House (1967) de la série télévisée Bonanza.

Diane Baker est née et a grandi à Hollywood. Elle est la fille de Dorothy Helen Harrington et de Clyde L. Baker.
Après avoir étudié l'art dramatique à New York avec Charles E. Conrad et le ballet avec Nina Fonaroff, elle entame une carrière cinématographique avec la 20th Century Fox.
Elle débute notamment au cinéma dans le rôle de Margot Frank dans le film Le Journal d'Anne Frank réalisé par George Stevens. La même année, elle joue dans Voyage au centre de la Terre au côté de James Mason. Elle apparaît dans de nombreux autres films comme Pas de printemps pour Marnie avec Tippi Hedren et Sean Connery ou Mirage avec Gregory Peck et Walter Matthau mais aussi dans des séries télévisées comme Le Jeune Docteur Kildare, dans lequel elle tient un rôle récurrent de 1963 à 1966.
En 1966, Diane Baker apparaît dans les deux derniers épisodes de la série Le Fugitif puis l'année suivante dans le premier épisode de la série Les Envahisseurs. Puis, dans les années 70, elle figure dans trois épisodes de la série Mission impossible et dans un épisode de la saison 5 de Columbo (La Montre témoin).
Durant les années 2000, elle apparaît régulièrement dans la série Dr House, jouant la mère du personnage principal.
En plus de son métier d’actrice, elle est productrice pour le cinéma ou la télévision.

## Filmographie

### Actrice

#### Cinéma
- 1959 : Le Journal d'Anne Frank (The Diary of Anne Frank) de George Stevens : Margot Frank
- 1959 : Rien n'est trop beau (The Best of Everything) de Jean Negulesco : April Morrison
- 1959 : Voyage au centre de la Terre (Journey to the Center of the Earth) de Henry Levin : Jenny
- 1960 : Tess of the Storm Country (en) de Paul Guilfoyle : Tess MacLean
- 1960 : The Wizard of Baghdad de George Sherman : Princess Yasmin
- 1962 : Aventures de jeunesse (Hemingway's Adventures of a Young Man) de Martin Ritt : Carolyn
- 1962 : La Bataille des Thermopyles (The 300 Spartans) de Rudolph Mate : Ellas, Leonidas' Niece
- 1963 : À neuf heures de Rama (Nine Hours to Rama) de Mark Robson : Sheila
- 1963 : Les Heures brèves (Stolen Hours) de Daniel Petrie : Ellen
- 1963 : Pas de lauriers pour les tueurs (The Prize) de Mark Robson : Emily Stratman
- 1964 : The Ghost of Sierra de Cobre (en) : Vivia Mandour
- 1964 : Della de Robert Gist : Jenny Chappell
- 1964 : La Meurtrière diabolique (Strait jacket) de William Castle : Carol Harbin
- 1964 : Pas de printemps pour Marnie (Marnie) de Alfred Hitchcock : Lil Mainwaring
- 1965 : Mirage de Edward Dmytryk : Shela
- 1966 : Sands of Beersheba : Susan
- 1968 : Le Cheval aux sabots d'or (The Horse in the Gray Flannel Suit) de Norman Tokar : Suzie 'S.J.' Clemens
- 1969 : Krakatoa à l'est de Java (Krakatoa, East of Java) de Bernard L. Kowalski : Laura
- 1972 : Stigma de David E. Durston
- 1976 : La Loi de la montagne (Baker's Hawk) de Lyman Dayton : Jenny Baker
- 1981 : The Pilot (en) de Cliff Robertson : Pat Simpson
- 1990 : The Closer de Dimitri Logothetis : Beatrice Grant
- 1991 : Le Silence des agneaux (The Silence of the Lambs) de Jonathan Demme : la sénatrice Ruth Martin
- 1993 : Twenty Bucks de Keva Rosenfeld : Ruth Adams
- 1993 : Le Club de la chance (The Joy Luck Club) de Wayne Wang : Mrs. Jordan, Ted's Mother
- 1994 : Imaginary Crimes de Anthony Drazan : Abigail Tate
- 1995 : Traque sur Internet (The Net) de Irwin Winkler : Mrs. Bennett
- 1996 : Disjoncté (The Cable Guy) de Ben Stiller : Steven's Mother
- 1996 : À l'épreuve du feu (Courage Under Fire) de Edward Zwick : Louise Boylar
- 1997 : Meurtre à la Maison-Blanche (Murder at 1600) de Dwight H. Little : Kitty Neil, First Lady
- 2000 : Harrison's Flowers de Elie Chouraqui : Mary Francis
- 2002 : On the Roof de Sherwood Hu : Mrs. Arnott
- 2003 : A Mighty Wind, titre québécois Les Grandes Retrouvailles) de Christopher Guest : Supreme Folk Defense Lawyer
- 2005 : The Keeper: The Legend of Omar Khayyam (en) de Kayvan Mashayekh : Miss Taylor

#### Télévision
- 1963-1966 : Le Jeune Docteur Kildare (Dr Kildare) (série télévisée) : Amy Post
- 1965 : Inherit the Wind (en) : Rachel Brown
- 1966 : Un nommé Kiowa Jones (The Dangerous Days of Kiowa Jones) : Amilia Rathmore
- 1966 : Le Fugitif, épisodes Le Jugement (2 parties)
- 1966 : Le Virginien (The Virginian), saison 5, épisode 12 (Linda) : Linda Valence
- 1967 : Les Envahisseurs (The Invaders), épisode 1 Première Preuve (Beachhead) : Kathy Adams
- 1969 : Trial Run : Carole Trenet
- 1969 : D.A.: Murder One : Mary Brokaw
- 1969 : Le Virginien saison 8 épisode 07 (A love to remember) : Julie Oakes
- 1970 : The Old Man Who Cried Wolf : Peggy Pulska
- 1971 : Prenez mon nom, ma femme, mon héritage (Do You Take This Stranger?) : Rachel Jarvis
- 1971 : Sarge (en) : Carol Swanson
- 1971 : Congratulations, It's a Boy! : Eydie
- 1971 : Tuer n'est pas jouer (en) (A Little Game) : Elaine Hamilton
- 1971 : Le Virginien saison 9 épisode 14 (Nan Allen) : Nan Allen
- 1972 : Killer by Night : Tracey Morrow
- 1973 : Here We Go Again : Susan Evans
- 1973 : Police Story : Jenny Dale
- 1973 : Wheeler and Murdoch : Karen
- 1974 : A Tree Grows in Brooklyn (en) : Katie Nolan
- 1975 : Le Rêve brisé (The Dream Makers) : Mary Stone
- 1975 : The Last Survivors : Marilyn West
- 1976 : Columbo : La Montre témoin (Last Salute to the Commodore) : Joanna Clay
- 1978 : ABC Afterschool Special : Carrie Williams
- 1980 : Fugitive Family : Ellen 'Ellie' Roberts
- 1982 : Boys from the Blackstuff : Marie
- 1982 : Les Bleus et les Gris (The Blue and the Gray) : Evelyn Hale
- 1983 : L'Espace d'une vie ("A Woman of Substance") : Laura O'Neill
- 1987 : Little Miss Perfect : Mrs. Summers
- 1987 : Arabesque La couleur de la mort : Eleanor Thane
- 1991 : La Maison hantée (en) (The Haunted) : Lorraine Warren
- 1992 : Perry Mason: The Case of the Heartbroken Bride : Laura Parrish
- 1992 : Arabesque : Laura Parrish
- 1995 : Crazy Love : Dina Stratton
- 1995 : A Walton Wedding : Charlotte Gilchrist
- 1996 : Joan Crawford: Always the Star
- 1998 : Des fleurs pour Sarah (About Sarah) : Lila Hollingsworth
- 2000 : Jackie Bouvier Kennedy Onassis : Rose Kennedy
- 2001 : New York, unité spéciale (saison 3, épisode 8) : avocate de la défense Margo Nelson
- 2009 : Dr House (saison 5) : Marianne, la mère de House
- 2012 : Dr House (saison 8) : Marianne, la mère de House
- 2013 : Mystérieuse mère porteuse (The Surrogate) : Louise

### Productrice
- 1977 : Portrait of Grandpa Doc
- 1978 : ABC Afterschool Special (TV)
- 1980 : Never Never Land
- 1983 : L'Espace d'une vie ("A Woman of Substance") (feuilleton télévisé)
- 1986 : Aashiana
- 1990 : Malcolm Takes a Shot (TV)

## Nominations
- Golden Globes 1960 : meilleure révélation féminine pour Le Journal d'Anne Frank
- Golden Globes 1964 : meilleure actrice dans un second rôle pour Pas de lauriers pour les tueurs